# バティルディス・フォン・アンハルト＝デッサウ
バティルディス・フォン・アンハルト＝デッサウ（Bathildis Prinzessin von Anhalt-Dessau, 1837年12月29日 - 1902年2月10日）は、ドイツの諸侯家門アンハルト＝デッサウ家の公女で、シャウムブルク＝リッペ侯子ヴィルヘルムの妻。

## 生涯
アンハルト公レオポルト4世の弟フリードリヒ・アウグストと、その妻でヘッセン＝カッセル＝ルンペンハイム方伯ヴィルヘルム（10世）の娘であるマリーの間の第2子、次女として生まれた。姉はルクセンブルク大公妃アーデルハイト・マリーである。
1862年5月30日にデッサウにおいて、シャウムブルク＝リッペ侯ゲオルク・ヴィルヘルムの三男であるヴィルヘルムと結婚し、間に4男4女の8人の子女をもうけた。
1902年2月10日にボヘミアのナーホト城（現在のチェコ共和国、ナーホト）で亡くなった。

## 子女
- シャルロッテ・マリー・イーダ・ルイーゼ・ヘルミーネ・マティルデ（1864年 - 1946年） - 1886年、ヴュルテンベルク王ヴィルヘルム2世と結婚
- フランツ・ヨーゼフ・レオポルト・アドルフ・アレクサンダー・アウグスト・ヴィルヘルム（1865年 - 1881年）
- フリードリヒ・ゲオルク・ヴィルヘルム・ブルーノ（1868年 - 1945年） - 1896年、デンマーク王女ルイーセと結婚（1906年死別）1909年、アンハルト公女アントイネッテと再婚
- クリスティアン・アルブレヒト・ガエターノ・カール・ヴィルヘルム（1869年 - 1942年） - 1897年、ヴュルテンベルク公女エルザ[注釈 1]と結婚
- マクシミリアン・アウグスト・ヤロスラフ・アーダルベルト・ヘルマン・ゲオルク（1871年 - 1904年） - 1898年、ヴュルテンベルク公女オルガ[注釈 2]と結婚
- バティルディス・マリー・レオポルディーネ・アンナ・アウグステ（1873年 - 1962年） - 1895年、ヴァルデック＝ピルモント侯フリードリヒと結婚
- フリーデリケ・アーデルハイト・マリー・ルイーゼ・ヒルダ・オイゲーニエ（1875年 - 1971年） - 1898年、ザクセン＝アルテンブルク公エルンスト2世と結婚（1920年離婚）
- アレクサンドラ・カロリーネ・マリー・イーダ・ヘンリエッテ・ユリアーネ（1879年 - 1949年）